# Hohenzollern-Hechingen
Hohenzollern-Hechingen war zuerst ab 1576 Grafschaft und ab 1623 bis 1850 Fürstentum mit der Residenzstadt Hechingen. Vor der Grafschaft Hohenzollern-Hechingen existierte die Grafschaft (Hohen-)Zollern. Das Gebiet stellt die Stammlande der Hohenzollern dar. Hohenzollern-Hechingen bestand territorial weitgehend unverändert seit 1576. Als letzter Fürst von Hohenzollern-Hechingen legte Konstantin 1849 die Regierungsgeschäfte nieder. Die Besitzergreifung durch Preußen erfolgte 1850. Der Familienzweig ging auf die ursprünglichen erstmals 1061 genannten Hohenzollern zurück. Parallel existierte das Fürstentum Hohenzollern-Sigmaringen.

## Geschichte

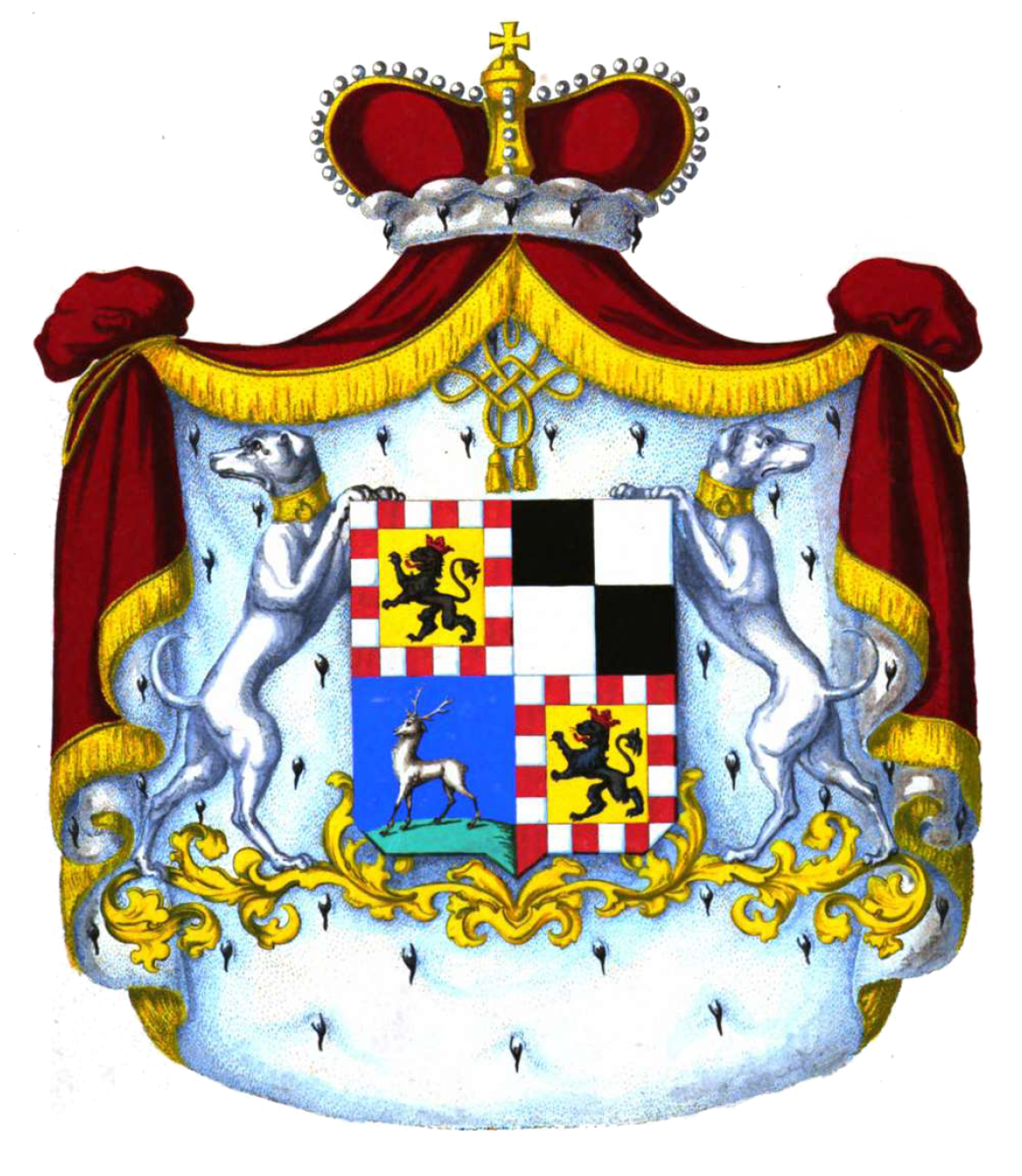
Wappen des Fürstentums (1846)

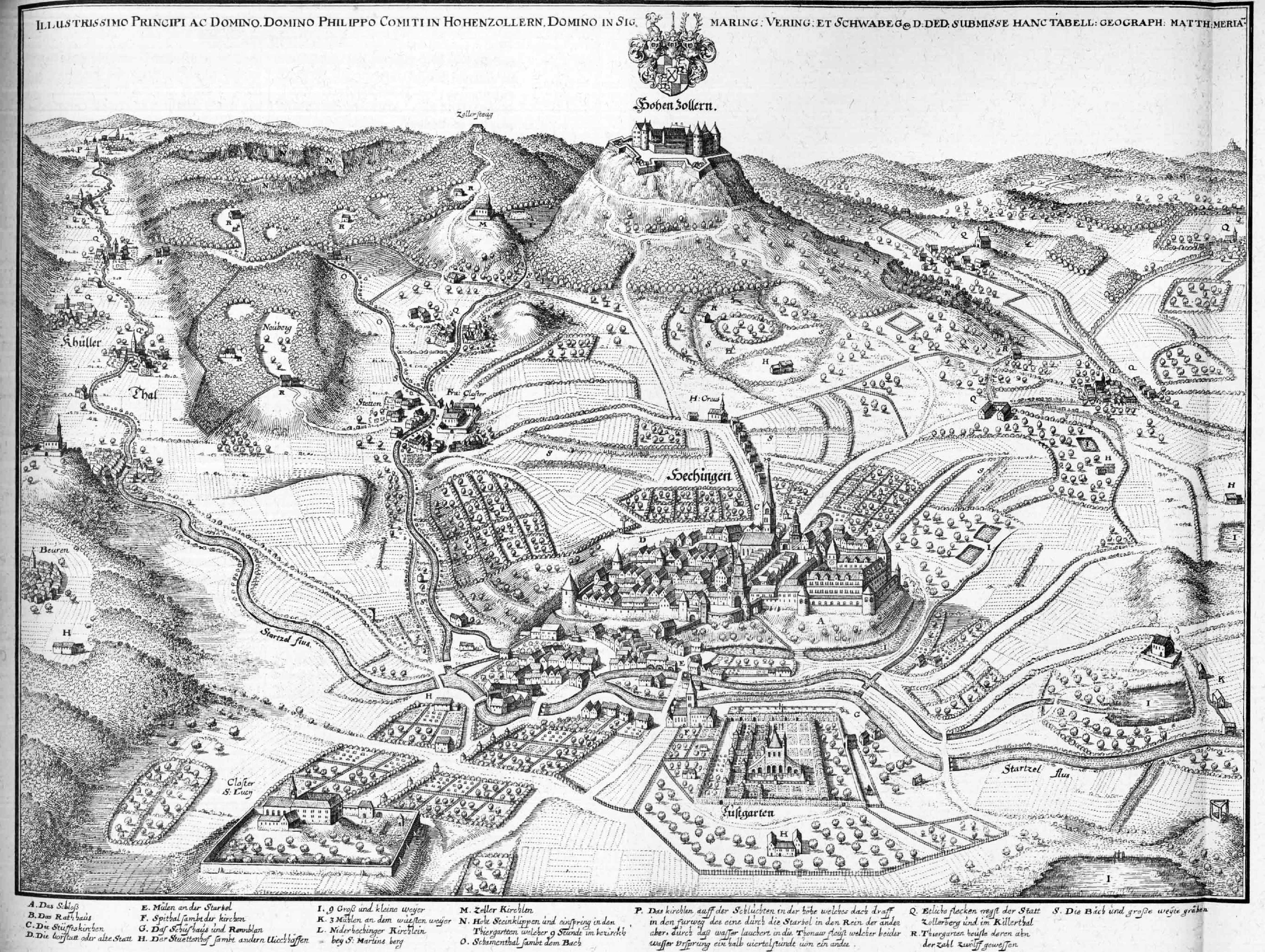
Die Stammburg Hohenzollern mit Hechingen (um 1650)

Der Stammvater der Hechingischen Linie war Eitel Friedrich IV. (* 1545; † 1605), ein Sohn von Graf Karl I. von Hohenzollern. Eitel Friedrich erbte die Stammlande der Hohenzollern und verlegte den Sitz der Regierung nach Hechingen. Der Graf ließ ein Schloss bauen, dort wo später das Neue Schloss in Hechingen entstand. Die Stadt Hechingen wurde 1255 von den Hohenzollern gegründet.
Eitel Friedrichs Sohn Johann Georg wurde 1623 von Kaiser Ferdinand II. in den Reichsfürstenstand erhoben. Im ausgesprochen freundlich formulierten Diplom wurde bestimmt, die nachfolgenden Erstgeborenen werden ebenso Fürsten. Nunmehr war Hohenzollern-Hechingen eine gefürstete Grafschaft, was bedeutete, dass die Familie nahezu sämtliche Eigentumsrechte hatte und dem Kaiser und dem Reich kein Einfluss erlaubt war. Einige wenige überschaubare Zahlungen aus alten Verpflichtungen waren noch zu leisten. Nach dem Tode Johann Georgs ging die Regentschaft auf dessen Sohn Eitel Friedrich II. über. Dieser starb 1661 kinderlos, sodass sein Bruder Philipp ihm als Fürst nachfolgte. Philipp war zuerst für eine geistliche Karriere vorgesehen und wurde Domherr zu Köln und Straßburg.
In der nächsten Generation mit Friedrich Wilhelm stellte sich eine durch Kaiser Leopold I. bewirkte stark verbesserte rechtliche Situation bei der Erbfolge der jüngeren Söhne und deren Nachkommen ein. Bislang war die Reichsfürstenwürde mit der Primogenitur verbunden. Nunmehr hatten auch die jüngeren Kinder und deren Nachkommen die Möglichkeit der Erbfolge. Der nächste Fürst Friedrich Ludwig starb 1750 kinderlos. Nun bereits wurde von der Möglichkeit Gebrauch gemacht, dass nicht nur der Erstgeborene und dessen Nachkommen Fürst werden konnten. Josef Friedrich Wilhelm, ein Cousin des letzten Regenten, übernahm die Führungsverantwortung. Auch die Ehen von Fürst Josef Friedrich Wilhelm blieben ohne männlichen Erben, und sein Neffe Hermann kam 1798 an die Macht. Im gleichen Jahr wurde die Leibeigenschaft im Fürstentum abgeschafft. Durch die Säkularisation 1803 erhielt Hermann unter anderem das Kloster Stetten. Hohenzollern-Hechingen wurde 1806 Mitglied des Rheinbundes und war damit nicht länger ein Teil des Heiligen Römischen Reiches Deutscher Nation. Hermanns Sohn Friedrich wurde dann 1810 neuer Fürst. Während seiner Regentschaft trat Hohenzollern-Hechingen 1815 dem auf dem Wiener Kongress geschaffenen Deutschen Bund bei.
Das Fürstentum war 1806 nicht mediatisiert worden, was bei 14.000 Einwohnern keineswegs selbstverständlich war. Gebietszugewinne durch den Reichsdeputationshauptschluss waren bei Hohenzollern-Hechingen gering. Beim Fürstentum Hohenzollern-Sigmaringen, das von einem anderen Familienteil regiert wurde, verhielt es sich anders. Die Verwaltung wurde in Hohenzollern-Hechingen peu à peu umgestaltet, und 1848 wurden die Rechtspflege und die Administration getrennt organisiert. In der Zeit davor hatten die den fürstlichen Behörden unterstellten Ämter beide Aufgaben gemeinsam wahrgenommen. Das Fürstentum war bis 1808 Territorium des Schwäbischen Reichskreises.
Als letzter Fürst regierte Konstantin bis zum 7. Dezember 1849 (danach residierte er im niederschlesischen Löwenberg). Danach wurde Hohenzollern-Hechingen ein Bestandteil von Preußen, das am 8. April 1850 das Fürstentum übernahm. Es gehörte sodann zum Regierungsbezirk Sigmaringen, den Hohenzollernschen Landen. Fürst Konstantin wurde 1869 in der Stiftskirche Sankt Jakob in Hechingen beerdigt, der Grablege der Hohenzollern. Während der französischen Besatzungszeit nach dem Zweiten Weltkrieg entstand das Land Württemberg-Hohenzollern mit der Hauptstadt Tübingen, zu dem auch das ehemalige Fürstentum gehörte. 1952 wurde das Land Baden-Württemberg geschaffen.

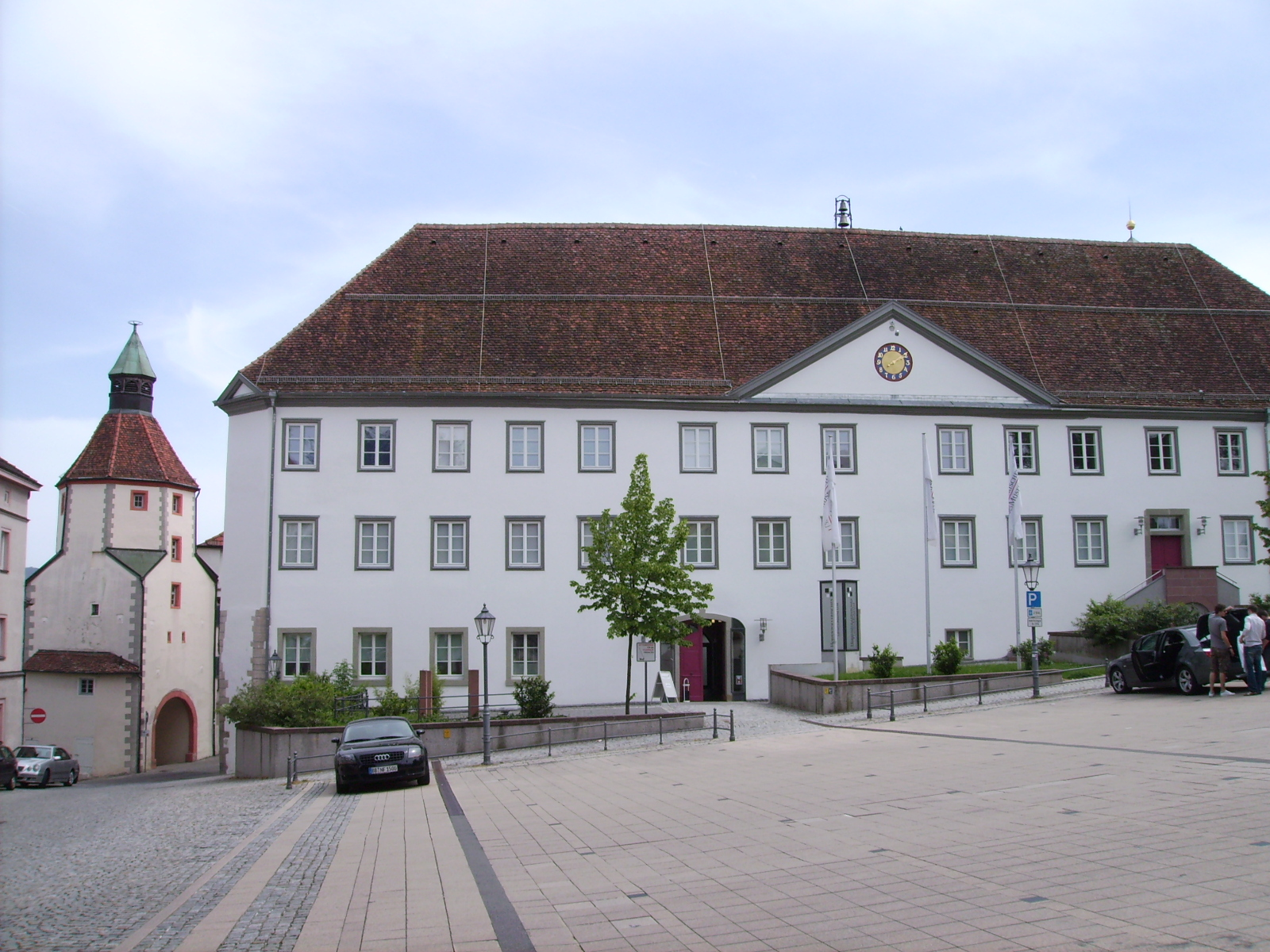
Altes Schloss Hechingen, heute Hohenzollerisches Landesmuseum
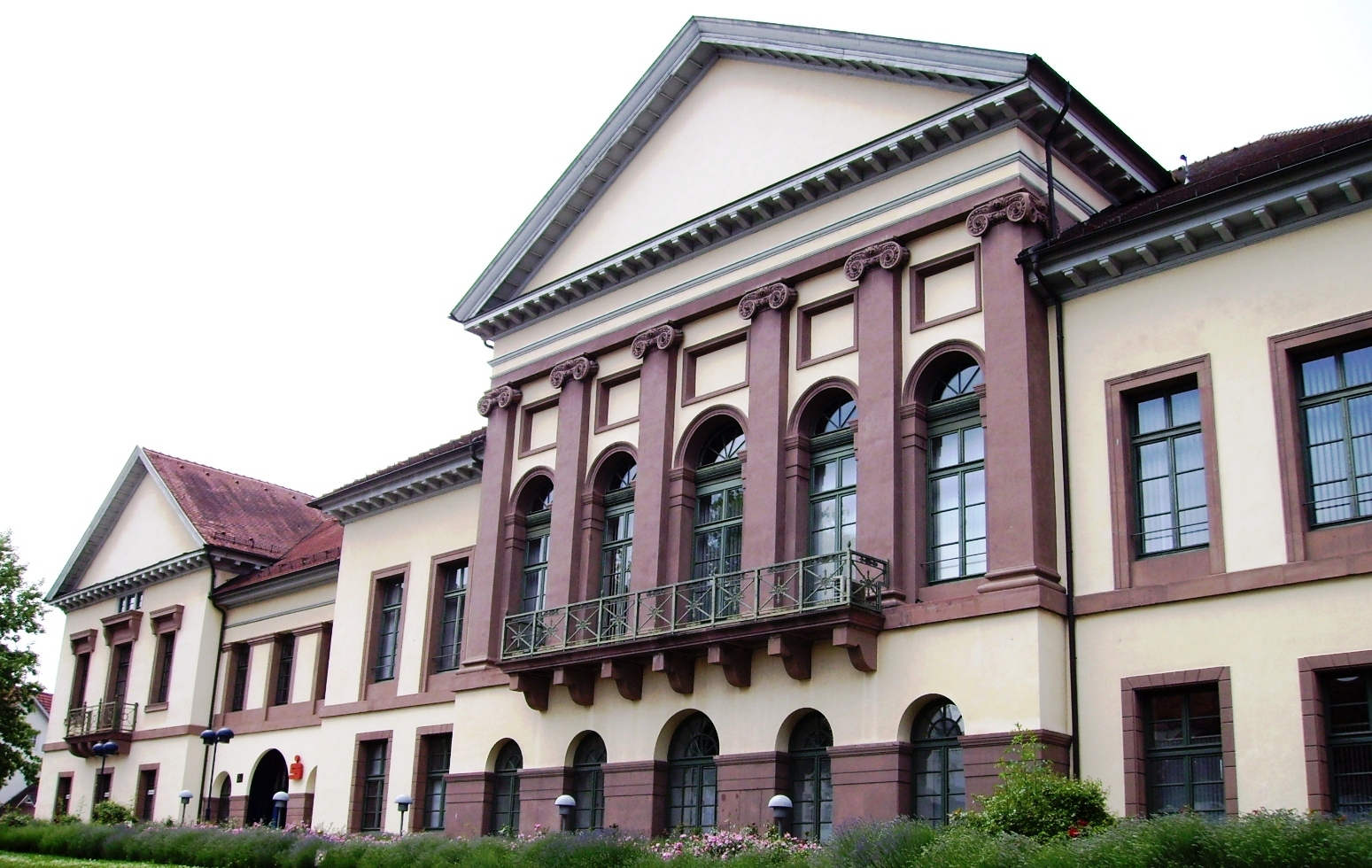
Neues Schloss
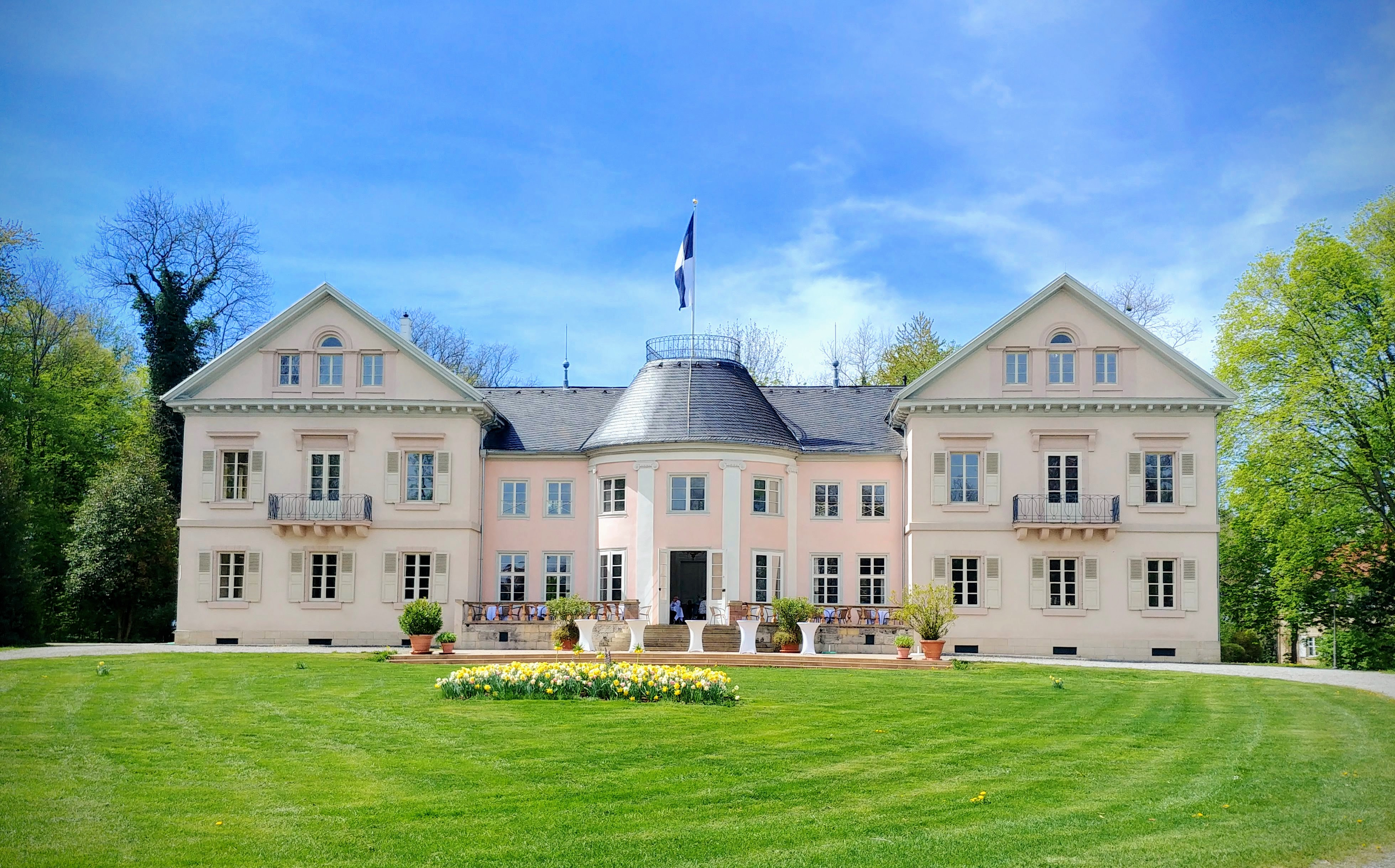
Villa Eugenia

## Lage und Verwaltung
Hohenzollern-Hechingen grenzte im Westen und Osten an das Fürstentum Hohenzollern-Sigmaringen und im Norden und Süden an das Königreich Württemberg. Zudem gehörte die Exklave Wilflingen zum Staatsgebiet. Das Fürstentum zählte im Jahr 1849 circa 20.000 Einwohner, der Hauptort Hechingen circa 3.000 Einwohner. Die hohenzollerischen Oberämter dienten zur Verwaltung von Hohenzollern-Hechingen sowie von Hohenzollern-Sigmaringen. Bei Hohenzollern-Hechingen bestand lediglich das Oberamt Hechingen für die Verwaltung des gesamten Landes. Das höchste Gericht war ab 1825 das Obertribunal in Stuttgart. Zuvor hatte das Ober-Appellationsgericht in Darmstadt die gleiche Stellung. Die Bevölkerung war in der Regel katholisch. In Hechingen existierte eine jüdische Gemeinde.
Für die Justiz siehe die Liste der Gerichte im Fürstentum Hohenzollern-Hechingen.

## Regenten

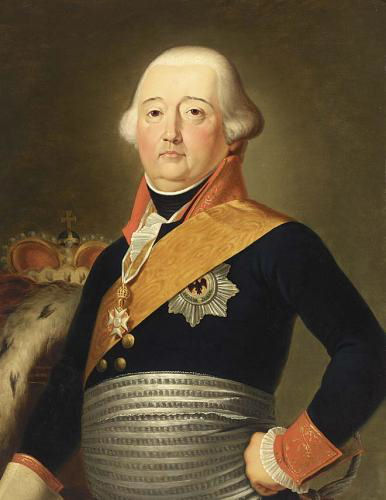
Fürst Hermann von Hohenzollern-Hechingen herrschte in der Zeit des Absolutismus

Als Regenten von Hohenzollern-Hechingen wirkten:
- Eitel Friedrich I. (IV.) (1545–1605)
- Johann Georg (1577–1623)
- Eitel Friedrich II. (1601–1661)
- Philipp (1616–1671)
- Friedrich Wilhelm (1663–1735)
- Friedrich Ludwig (1688–1750)
- Josef Friedrich Wilhelm (1717–1798)
- Hermann (1751–1810)
- Friedrich (1776–1838)
- Konstantin (1801–1869)